# Gur jezici
Gur jezici (privatni kod: gurx), jedna od dvije glavne podskupine sjevernih voltaško-kongoanskih jezika koja obuhvaća (96) jezika koji se govore u afričkim državama Togo, Benin, Gana, Burkina Faso, Obala Slonovače, Mali. Gurski jezici dalje se dijele na:
A). Bariba (1) Benin: baatonum.
B) Centralni (69) Togo, Benin, Gana, Burkina Faso, Obala Slonovače, Mali: 
b1. Sjeverni centralni gur (38):
a. Bwamu (4) Burkina Faso, Mali: bomu, buamu, bwamu (dva jezika: láá láá bwamu, cwi).
b. Kurumfe (1) Burkina Faso: koromfé.
c. Oti-Volta (33):
c1. Buli-Koma (2) Gana: buli, konni.
c2. Istočni (4) Benin: Biali, ditammari, mbelime, waama.
c3. Gurma (9) Togo, Burkina Faso, Gana, Benin: akaselem, bimoba, gourmanchéma, konkomba, miyobe, moba, nateni, ngangam, ntcham,
c4. Zapadni (16) Gana, Burkina Faso, Benin: birifor (dva jezika: malba ili malba-birifor i južni ili ganski birifor), dagaari dioula jezik, dagbani, farefare, hanga, južni dagaare, kamara, kantosi, kusaal, mampruli, mòoré jezik, notre jezik, safaliba jezik, sjeverni dagara jezik, wali jezik,
c5. Yom-Nawdm (2) Togo, Benin: nawdm, yom.
b2. Južni centralni gur (31):
a. Dogoso-Khe (2) Burkina Faso: dogoso, khe.
b. Dyan (1) Burkina Faso: dyan jezik.
c. Gan-Dogose (3)Burkina Faso, Obala Slonovače: dogosé, kaansa, khisa.
d. Grusi (23) Gana, Togo, Burkina Faso: 
d1. istočni (7) Togo, Gana, Benin: bago-kusuntu, chala, delo, kabiyé, lama, lukpa, tem.
d2. sjeverni (6) Burkina Faso: kalamsé, kasem, lyélé, nuni jezik (dva jezika: sjeverni i južni), pana.
d3. zapadni (10) Gana, Burkina Faso: chakali, deg jezik, paasaal jezik, phuie jezik, sisaala (3 jezika: tumulung tumulung sisaala, zapadni i sisaala), tampulma, vagla, winyé.
e. Kirma-Tyurama (2) Burkina Faso: cerma, turka.
C) Kulango (2) Obala Slonovače: bondoukou kulango, bouna kulango.
D) Lobi (1) Burkina Faso: lobi jezik.
E) Senufo (15) Obala Slonovače, Burkina Faso, Mali, Gana: 
e1. Karaboro (2): zapadni karaboro i istočni karaboro,
e2. Kpalaga (1): palaka senoufo jezik.
e3. Nafaanra (1): nafaanra jezik.
e4. Senari (4): cebaara senoufo, nyarafolo senoufo, syenara senoufo, senara senoufo.
e5. Suppire-Mamara (5): mamara senoufo, shempire senoufo, supyire senoufo, nanerigé senoufo, sìcìté senoufo.
e6. Tagwana-Djimini (2) Obala Slonovače: djimini senoufo, tagwana senoufo.
F) Teen (2) Obala Slonovače: loma, téén.
G) Tiefo (1) Burkina Faso: tiéfo.
H) Tusia (2) Burkina Faso: sjeverni tusia, južni tusia.
I) Viemo (1) Burkina Faso: viemo.
J) Wara-Natioro (2) Burkina Faso: natioro, wara.

## Vanjske poveznice
- Ethnologue (14th)
- Ethnologue (15th)